# Realismo agencial
O realismo agencial é uma teoria proposta por Karen Barad, na qual o universo compreende fenômenos que são “a inseparabilidade ontológica das agências intra-atuantes”. A intra-ação, um neologismo introduzido por Barad, sinaliza um importante desafio à metafísica individualista.

## Contexto
Grande parte do trabalho acadêmico de Barad girou em torno de seu conceito de realismo agencial, e suas teorias têm importância para muitos campos acadêmicos, incluindo estudos científicos, estudos de ciência, tecnologia e sociedade (CTS), tecnociência feminista, filosofia e filosofia da ciência, teoria feminista e, claro, física. Além de Bohr, seu trabalho se baseia muito nos trabalhos de Michel Foucault e Judith Butler, como demonstrado em seu influente artigo na revista feminista Differences, Getting Real: Technoscientific Practices and the Materialization of Reality.

## Resumo
Para Barad, os fenômenos ou objetos não precedem a sua interação; antes, os objetos emergem através de intra-acções particulares. Assim, os aparatos que produzem fenômenos não são conjuntos de humanos e não-humanos (como na teoria ator-rede). Pelo contrário, são a condição de possibilidade de humanos e não-humanos, não apenas como conceitos ideativos, mas na sua materialidade. Os aparelhos são material-discursivos na medida em que produzem determinados significados e seres materiais, ao mesmo tempo que excluem a produção de outros. O que significa importar é, portanto, sempre material-discursivo. Barad se inspira no físico Niels Bohr, um dos fundadores da física quântica. O realismo agencial de Barad é ao mesmo tempo uma epistemologia (teoria do conhecimento), uma ontologia (teoria do ser) e uma ética. Para isso, Barad emprega o termo onto-epistemologia. Como práticas específicas de importância têm consequências éticas, excluindo outros tipos de importância, as práticas onto-epistemológicas são sempre, por sua vez, onto-ético-epistemológicas.
A formação original de Barad foi em física teórica. Seu livro, Meeting the Universe Halfway, (2007), inclui discussões aprofundadas de experimento de Stern-Gerlach, teorema de Bell, experimentos com borracha quântica de escolha atrasada, o teorema de Kochen-Specker e outros tópicos da física quântica da perspectiva neo-Bohriana de Barad. Neste livro, Barad também argumenta que o realismo agencial é útil para a análise da literatura, das desigualdades sociais e de muitas outras coisas. Esta afirmação baseia-se no fato de que o realismo agencial de Barad é uma forma de compreender a política, a ética e as agências de qualquer ato de observação e, na verdade, de qualquer tipo de prática de conhecimento. Segundo Barad, a forma profundamente conectada com que tudo está emaranhado com todo o resto significa que qualquer ato de observação faz um corte entre o que está incluído e o que está excluído do que está sendo considerado. Nada é inerentemente separado de qualquer outra coisa, mas as separações são temporariamente decretadas para que se possa examinar algo por tempo suficiente para obter conhecimento sobre ele. Esta visão do conhecimento fornece uma estrutura para pensar sobre como a cultura e os hábitos de pensamento podem tornar algumas coisas visíveis e outras mais fáceis de ignorar ou de nunca ver. Por esta razão, segundo Barad, o realismo agencial é útil para qualquer tipo de análise feminista, mesmo que a ligação com a ciência não seja aparente.

### Argumentos
A estrutura de Barad apresenta vários outros argumentos, e alguns deles fazem parte de tendências maiores em campos como estudos científicos e tecnociência feminista:
- A agência é definida como um relacionamento e não como algo que alguém tem.
- O cientista sempre faz parte do aparato e é preciso entender que a sua participação é necessária para tornar o trabalho científico mais preciso e rigoroso. Isso difere da visão de que as críticas políticas da ciência procuram minar a credibilidade da ciência; em vez disso, Barad argumenta que este tipo de crítica na verdade contribui para uma ciência melhor e mais credível.
- A política e as questões éticas fazem sempre parte do trabalho científico e apenas parecem separadas por circunstâncias históricas específicas que encorajam as pessoas a não conseguirem ver essas ligações. Ela usa o exemplo da ética do desenvolvimento de armas nucleares para argumentar este ponto, alegando que a ética e a política fazem parte de como tais armas foram desenvolvidas e compreendidas e, portanto, parte da ciência, e não apenas da filosofia da ciência ou a ética da ciência. Isso difere da visão habitual de que se pode lutar por uma ciência livre de política e sem preconceitos.
- No entanto, argumenta contra o relativismo moral, que, segundo Barad, utiliza os aspectos humanos da ciência como desculpa para tratar todo o conhecimento, e todos os enquadramentos éticos, como igualmente falsos. A peça Copenhagen, de Michael Frayn é usada como exemplo do tipo de relativismo moral considerado problemático.
- Rejeita também a ideia de que a ciência seja apenas um jogo de linguagem ou um conjunto de ficções produzidas somente por construções e conceitos humanos. Embora o cientista faça parte da intraação do experimento, os humanos (e suas construções culturais) não têm controle total sobre tudo o que acontece. Barad expressa este ponto dizendo, em Getting Real, que embora os cientistas moldem o conhecimento sobre o universo, não se pode ignorar a forma como o universo reage.

## Recepção
Esses pontos sobre ciência, agência, ética e conhecimento revelam que o trabalho de Barad é semelhante aos projetos de outros estudiosos de estudos científicos, como Bruno Latour, Donna Haraway, Andrew Pickering e Evelyn Fox Keller. A noção de fenômeno de Barad também foi comparada a conceitos análogos no trabalho de Ian Hacking e Nancy Cartwright.
O trabalho de Barad tem sido geralmente recebido de forma mais positiva na tecnociência feminista do que nos mais famosos estudos de ciência, tecnologia e sociedade (CTS).